# Leo Brincat
Leo Brincat (n. 26 de septiembre de 1949) es un político socialista maltés, que se hizo conocido en 2006 al elaborar un informe (al que algunos medios han citado como Informe Brincat), aprobado por el Consejo de la Unión Europea, en el que se realizaba una condena internacional a lo sucedido en materia de Derechos Humanos en España durante la dictadura franquista.

## Biografía
Brincat comenzó su carrera como asociado en el The London Institute of Banking & Finance de Londres, órgano dedicado a promover prácticas éticas en el sector bancario británico, para luego ser elegido como miembro del mismo.
Su carrera en el sector bancario se extendió por cuarenta años, ingresando en 1966 a Barclays Bank DCO, que luego cambió su denominación por Barclays Bank International, Mid-Med Bank Ltd y HSBC Bank Malta plc, siendo jefe de la sección de investigación corporativa entre 1998 hasta 2006. Posteriormente su carrera en el ámbito privado se limitó a asesorías en sectores de legales y compliance bancario hasta 2013.
Brincat fue electo por primera vez al Parlamento de Malta por el Partido Laborista en 1982; y permaneció como tal de manera ininterrumpida hasta 2016. De 1982 a 1997, Bricat ocupó el cargo partidario de secretario de relaciones internacionales del Partido Laborista, lo cual incluyó ser el representante del mismo en la Internacional Socialista. Entre 1986 y 1987, Brincat fue el secretario parlamentario de vivienda en el gabinete del primer ministro Karmenu Mifsud Bonnici, durante el último año de su mandato.
En el gabinete de Alfred Sant, Brincat se desempeñó como Ministro de Comercio, cargo que ocupó entre 1996 y 1997, para luego asumir como Ministro de Finanzas y Comercio entre 1997 y 1998.
Durante el referéndum del 2003, acerca del acceso de Malta a la Unión Europea, Brincat hizo campaña, junto a su partido, por el «Sí».
Durante el gobierno de Joseph Muscat, Brincat ocupó el cargo de Ministro de Desarrollo Sustentable, Ambiente y Cambio Climático entre 2013 y 2016.
En 2016, Muscat fue designado como miembro del Tribunal de Cuentas Europeo, luego de que el Parlamento Europeo rechazó la inicial postulación de Toni Abela.
Fue cuestionado por su voto de confianza a Konrad Mizzi, a lo cual afirmó que se encontraba con las «manos atadas».
Brincat obtuvo 11 votos a favor, 9 en contra y una abstención. En aquel puesto, Brincat tenía un salario aproximado de €220,000 al año. fue reemplazado por el parlamentario Clifton Grima.
Brincat fue condecorado en 2017 por el Parlamento de Malta como Oficial de la Orden Nacional del Mérito (Malta) (U.O.M).